# Ciclismo femenino en Australia
El ciclismo Femenino era polémico durante los años 1890s en Australia. El asunto fue discutido  en varios periódicos del momenot incluido el Boletín. La cuestión era si las mujeres se les tendrían que permitir andar en bicicletas en primer lugar, un asunto resuelto favorablemente en 1895. Había cuestiónamientos de la ropa apropiada que se debería llevar mientras andaban en bicicleta, si las mujeres tendrían la posibilidad de competir en carreras de bicicleta, si el estilo más apropiado de andar en bicicleta para las mujeres, si el andar en bicicleta era bueno para la salud de una mujer, y si el deporte era apropiado para ellas participar debido a la posibilidad de hacer que sean más masculinas. Las tiendas de bicicletas, como Massey-Harris Bicicletas de Brisbane, Rockhampton y Torres de Cartas, proveía a las clientes femeninas en 1896. Malvern Star también presentaba ciclistas femenina en la cubierta de su catálogo de ciclismo durante el mismo periodo. Durante el 1890s, la popularidad del ciclismo fue aumentado ya que  sirvió para varios propósitos, incluyendo transporte y recreación. Este deporte hizo algunas partes de Australia mucho más accesible para las mujeres de lo que anteriormente habían sido.
En 1922, un comité en Australia investigó los beneficios de educación física para chicas. Ellos escribieron varias recomendaciones con respecto a qué deportes eran y no eran apropiados para las chicas basadas en el nivel de forma física requerida. Esta considerado "médicamente apropiado" que todas las mujeres son capaces de participar  siempre y cuando no tengan una conducta demasiado competitiva, natación, remo, ciclismo y equitación.
Durante el 1920s y 1930s, los medios de comunicación dieron poca atención a las mujeres quiénes marcaron records. En cambio los medios de comunicación escogieron centrar su atención en ciclistas varones. Durante este periodo, las mujeres australianas batieron records. Edna Sayers venció la carrera Goulburn a Sydney en el mismo día que los hombres, bajando el récord femenino a 7 horas 41 minutos y 5 segundos en 1933, y a 6 horas 11 minutos y 30 segundos en 1935. En 1937, Joyce Barry montó de Newcastle, Gales Del sur Nuevo a Sydney, Gales Del sur Nuevo, una distancia de 160 kilómetros (99 mi) en seis horas y unas media. En septiembre de 1938, Barry estableció el récord de los Siete días de las mujeres  de 1,107 millas (1,782 km). Valda Unthank batió records en la misma época , incluyendo uno de distancia hasta Adelaida en 1938. 1438,5 millas (2315,0 km) registro de distancia para su paseo de Adelaide, Australia Del sur hasta Melbourne, Victoria. Unthank rompió el records de los Siete Días de Barry por montar por 1,438.5 millas (2,315.0 ).
Los deportes de las mujeres australianas tuvieron una ventaja encima muchos las organizaciones de deporte de otras mujeres alrededor del mundo en el periodo después de que Segunda Guerra Mundial. Las organizaciones de deporte de las mujeres en gran parte habían quedado intactos y realizaban competiciones durante el periodo de guerra. Esta estructura sobrrvivió el periodo de post-guerra. El deporte femenino no fue dañado debido a racionamiento alimentario, de combustible, población y otros asuntos que afrontaron en la Europa de la post.-guerra. Cuándo el deporte internacional se reanudó, las mujeres australianas tenían ventaja.